# Lípa svobody u Národního muzea
Lípa svobody u Národního muzea v Praze, zvaná též Lípa vlasti, byla zasazena severovýchodně od muzea směrem k budově bývalého Federálního shromáždění.

## Historie
Lípa svobody byla vysazena 21. března 1990 za přítomnosti Alexandra Dubčeka a Václava Havla na připomínku vzniku Československé republiky. Sazenice pocházející od hory Blaník nazvaná „Lípa vlasti“ měla původně bronzovou tabulku s údaji; tabulka se však ztratila.
V roce 2003 při stavbě výtahu do stanice metra Muzeum měla být pokácena. Zvažovalo se také její přesazení k Rádiu Svobodná Evropa nebo náhrada jiným již vzrostlým stromem zasazeným do Čelakovského sadů. Ještě v říjnu 2003 ji omezovalo oplocení stavby, přišla o spodní větev pro malou podchozí výšku a o hlavní vrcholovou větev, takzvaný „terminál“.
Strom byl přesazen do středového trávníku 20m za sochu Otýlie Sklenářové Malé a léta se potýkal se ztrátou vitality i rozsáhlým poraněním na jedné z kosterních větví. Při obnově parku v roce 2018 byla jeho zachování věnována mimořádná pozornost a v rámci projektu došlo ke zlepšení stanoviště radiálním rýhováním stlačeným vzduchem za využitím supersonického rýče. Velmi dobře zareagoval, začal zdárně růst a opravnými řezy se podařilo vyřešit problém rizikového větvení. [nenalezeno v uvedeném zdroji]

## Zajímavosti
Jihozápadně od muzea v Čelakovského sadech roste lípa malolistá, kterou vysadili členové hudební skupiny Elán a soubor tanců Lúčnica na paměť česko-slovenského přátelství.

## Významné stromy v okolí
- Dub taborský u Národního muzea – Čelakovského sady
- Dub uherský u Italské ulice
- Jinan na Novém Městě – v Panské ulici
- Lípa republiky (Karlovo náměstí)
- Pavlovnie plstnatá na Novém Městě – Vrchlického sady
- Platan javorolistý na Karlově náměstí